# 10471 Marciniak
10471 Marciniak è un asteroide della fascia principale. Scoperto nel 1981, presenta un'orbita caratterizzata da un semiasse maggiore pari a 2,7064770 UA e da un'eccentricità di 0,1446851, inclinata di 2,45776° rispetto all'eclittica.